# Dmitrij Ďužev
Dmitrij Alverovič Ďužev (rusky Дмитрий Альверович Дюжев, * 9. července 1978), vlastním příjmením Dvorjan (rusky Дворян) je ruský filmový herec.

## Životopis
Narodil se v Astrachani.

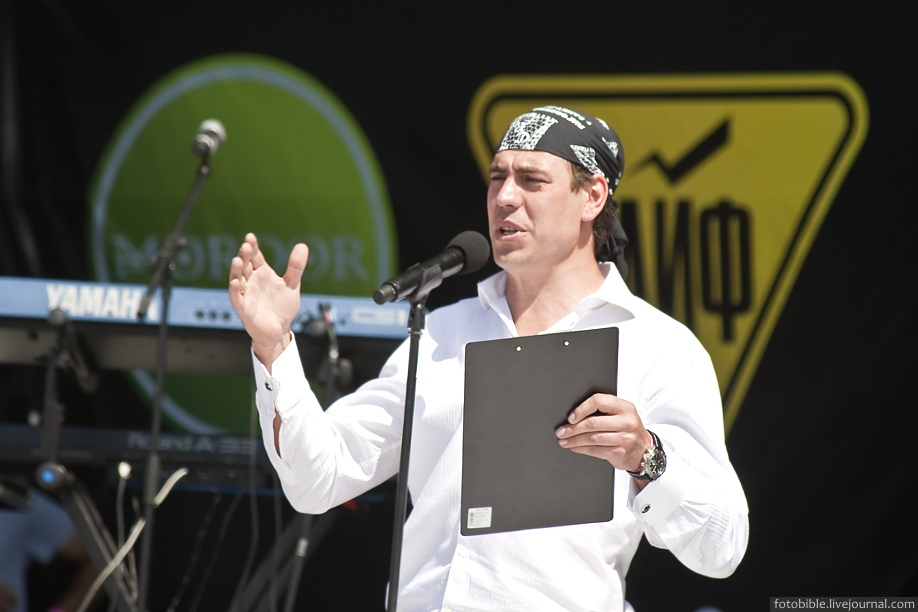

V roce 1995 absolvoval školu nadaných dětí a začal studovat na Ruské akademii divadelního umění (jeho učitelem zde byl Mark Zacharov). Akademii dokončil v roce 1999.
V roce 2000 se poprvé objevil ve filmu Alexandra Atanesjana 24 hodin. Známým se však stal až díky seriálu Brigáda. Je ženatý a má syna narozeného v roce 2008.

## Filmografie
- 2010 Blizkij vrag
- 2008 Unaveni sluncem 2: Odpor
- 2006 Ostrov
- 2005 Žmurki
- 2005 Mečtať ne vredno
- 2004 Jezdec jménem smrt
- 2004 Posluchač
- 2002 Brigáda
- 2000 24 hodin